# Aeroportul Puerto Berrio
Aeroportul Puerto Berrio (IATA: PBE, ICAO: SKPR) este un aeroport din Antioquia, Columbia ce deservește zona Puerto Berrío. Aeroportul a fost tranzitat în 2021 de 2.373 de pasageri.
Situat la o altitudine de 109 m, aeroportul dispune de o singură pistă.